# Farida al-Abani
Farida Massaoud al-Abani (Tajura, 16 settembre 1988) è una politica svedese e co-leader del partito Iniziativa Femminista.
In precedenza ha agito come portavoce del partito su questioni sociali e politiche migratorie.
Nata a Tajura, in Libia, al-Abani si è trasferita con la sua famiglia in Svezia all'età di tre anni. Ha una laurea in sanità pubblica ed è attiva all'interno del movimento di temperanza. Le è stato conferito il titolo di Årets eldsjäl da IOGT-NTO nel 2017. al-Abani ha precedentemente fatto parte del consiglio della organizzazione femminile Streetgäris.
Nel febbraio 2019, al-Abani ha succeduto a Gudrun Schyman come uno dei due leader del partito Iniziativa Femminista. Ha servito insieme a Gita Nabavi, in carica dal 2018, fino a quando Nabavi si è dimessa l'8 marzo 2020. Da allora, al-Abani è rimasta l'unica leader del partito.